# Fasciolaria tulipa
Fasciolaria tulipa is een slakkensoort uit de familie Fasciolariidae. De wetenschappelijke naam werd  gepubliceerd in 1758 door Carl Linnaeus in de tiende editie van Systema naturae.